# Marcial Lalanda

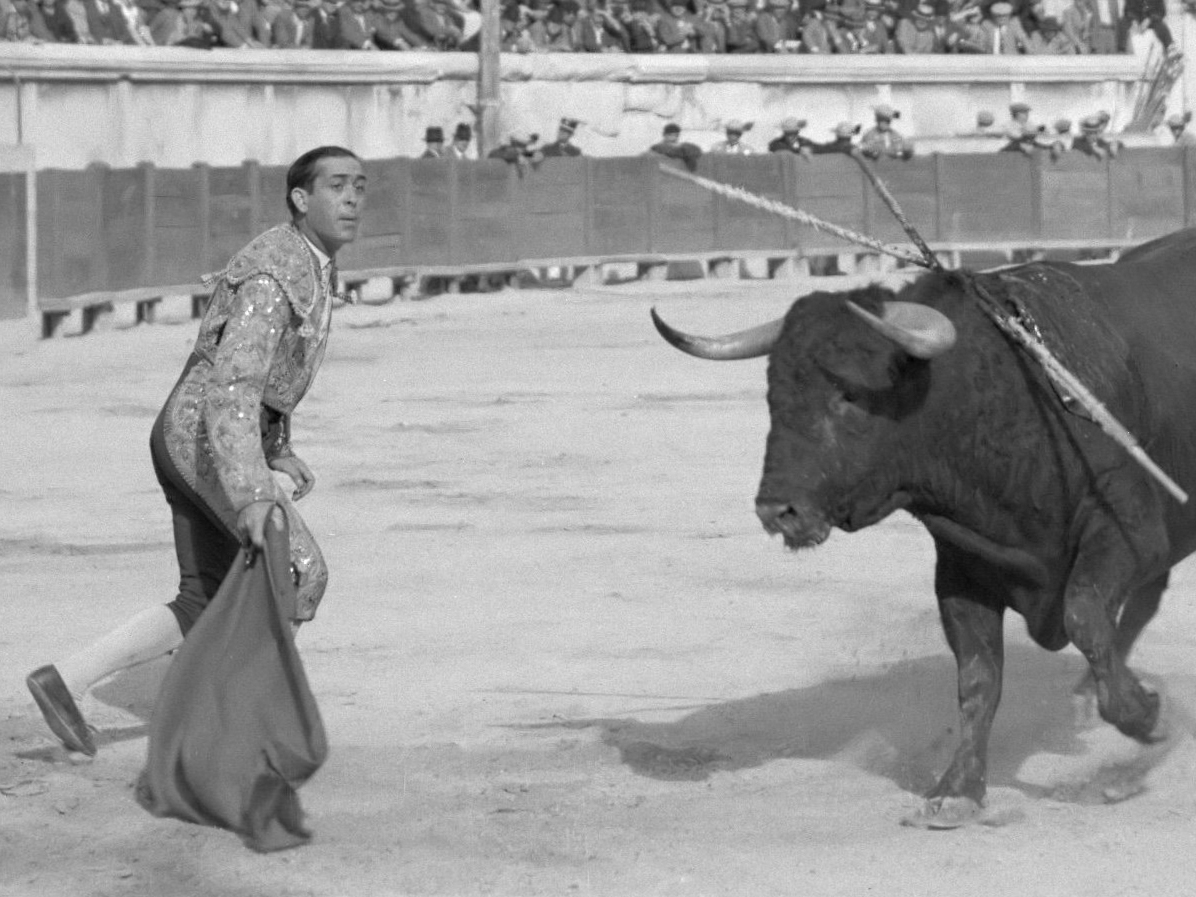
Marcial Lalanda (1935)

Marcial Lalanda del Pino, né le 20 septembre 1903 à Rivas-Vaciamadrid (Espagne, province de Madrid), mort à Madrid le 25 septembre 1990, était un matador espagnol.

## Présentation
Fils et petits-fils de mayorales d'élevages de taureaux, il se lance dans le toreo très jeune. Il est considéré comme l'un des plus grands matadors de son époque. Il pouvait affronter n'importe quel taureau et le dominer. Dans Mort dans l'après-midi, Ernest Hemingway le décrit comme un matador « complet et scientifique et le meilleur qu'il y ait en Espagne ». Il est l'inventeur de la passe de capote appelée « mariposa » (« papillon »).

### Carrière
- Débuts en public : Alameda de la Sagra (Espagne, province de Tolède), le 14 août 1914.
- Présentation à Madrid : 24 juin 1920. Novillos de la ganadería du duc de Varagua.
- Alternative : Séville (Espagne), le 28 septembre 1921. Parrain, Juan Belmonte ; témoin, « Chicuelo ». Taureaux de la ganadería de Rafael Surga.
- Confirmation d'alternative à Madrid : 7 mai 1922. Parrain, Juan Luis de la Rosa ; témoin Manuel Granero. Taureaux de la ganadería du duc de Veragua.
- Premier de l'escalafón en 1922, 1925, 1929 et 1930.